# Ленинское (Кальтовский сельсовет)
Ле́нинское (баш. Ленинский) — деревня в Иглинском районе Республики Башкортостан Российской Федерации. Входит в состав Кальтовского сельсовета.

## Географическое положение
Расстояние до:
- районного центра (Иглино): 31 км,
- ближайшей ж/д станции (Иглино): 31 км.

## История
Населённый пункт возник путем объединения населённых пунктов: хутора 1-го общество 2-я Сергеевка и 2-го общество 2-я Сергеевка.

## Население
| 2002 | 2009 | 2010 |
| ---- | ---- | ---- |
| 26   | ↘13  | ↘10  |

Национальный состав
Согласно переписи 2002 года, преобладающая национальность — белорусы (85 %).

## Инфраструктура
«Начальная общеобразовательная школа деревни Ленинское»

## Транспорт
Местная дорога от с. Кальтовка до д. Балажи